# 烏特科區
烏特科區（西班牙語：Distrito de Utco），是秘魯的一個區，位於該國北部卡哈馬卡大區的塞倫丁省，始建於1954年12月14日，面積100.8平方公里，2007年人口1,304，人口密度每平方公里12.9人。